# Teorema di unicità del sollevamento
Il teorema di unicità del sollevamento è un teorema di matematica, e più precisamente di topologia. Il teorema mostra una proprietà cruciale dei rivestimenti.

## Enunciato del teorema
Il teorema di unicità del sollevamento asserisce che, se {\displaystyle Y} è connesso, due sollevamenti coincidenti in un punto devono coincidere su tutti i punti (sono cioè la stessa funzione). In altre parole:
Siano dati un rivestimento fra spazi topologici 
{\displaystyle p:E\to X\,\!}
ed una funzione continua
{\displaystyle f:Y\to X\,\!}
definita su uno spazio connesso {\displaystyle Y}. Siano inoltre 
{\displaystyle g:Y\to E,\quad h:Y\to E}
due sollevamenti della {\displaystyle f}. Se esiste {\displaystyle y_{0}} in {\displaystyle Y} tale che {\displaystyle g(y_{0})=h(y_{0})} allora {\displaystyle g(y)=h(y)} per ogni {\displaystyle y} in {\displaystyle Y}.

## Dimostrazione
Consideriamo l'insieme dei punti in cui i due sollevamenti coincidono:
{\displaystyle A=\{y\in Y\ |\ g(y)=h(y)\}}
Per ipotesi, {\displaystyle y_{0}} è un elemento di {\displaystyle A}. Mostriamo che {\displaystyle A} ed il suo complementare {\displaystyle Y\setminus A} sono entrambi aperti: poiché {\displaystyle Y} è connesso, seguirà che {\displaystyle A=Y}, e quindi che le due funzioni coincidono ovunque.
Dato {\displaystyle y} in {\displaystyle Y}, sia {\displaystyle V} un aperto connesso uniformemente rivestito di {\displaystyle X} contenente {\displaystyle f(y)}. Siano {\displaystyle U_{g},U_{h}} le componenti connesse in {\displaystyle p^{-1}(V)} contenenti rispettivamente {\displaystyle g(y)} e {\displaystyle h(y)}. Consideriamo l'aperto di {\displaystyle Y}:
{\displaystyle W=g^{-1}(U_{g})\cap h^{-1}U_{h}.}
Se {\displaystyle y} appartiene ad {\displaystyle A}, allora {\displaystyle g(y)=h(y)} e quindi {\displaystyle U_{g}=U_{h}}, e siccome la restrizione di {\displaystyle p} all'aperto {\displaystyle U_{g}=U_{h}} è iniettiva segue che {\displaystyle g(w)=h(w)} per ogni {\displaystyle w} in {\displaystyle W}, e quindi {\displaystyle W} è interamente contenuto in {\displaystyle A}. Questo prova che {\displaystyle A} è aperto.
Se {\displaystyle y} non appartiene ad {\displaystyle A} allora {\displaystyle U_{g}} e {\displaystyle U_{h}} sono disgiunti, e quindi lo sono anche {\displaystyle W} ed {\displaystyle A}: questo prova che il complementare di {\displaystyle A} è aperto.

## Generalizzazioni
Il teorema è valido anche se {\displaystyle p:E\to X} è solo un omeomorfismo locale.